# Éterpigny (Somme)
Éterpigny és un municipi francès situat al departament del Somme i a la regió dels Alts de França. L'any 2007 tenia 179 habitants.

## Demografia

### Població

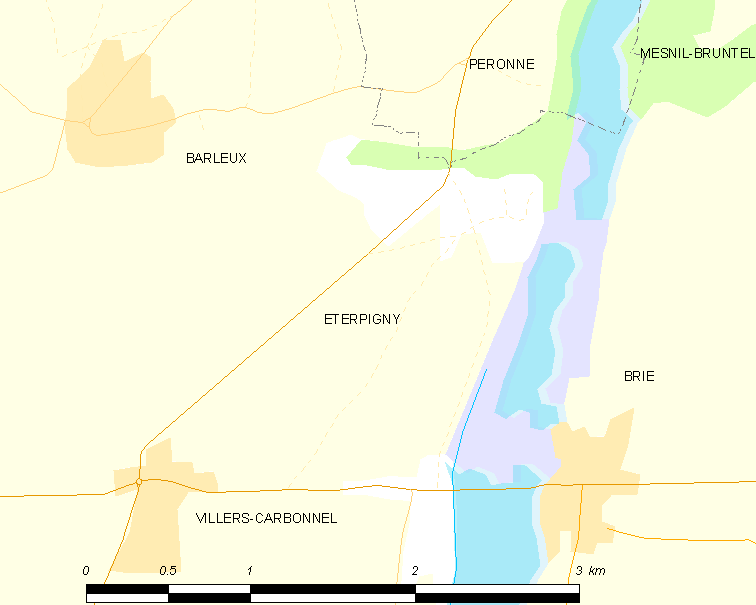

El 2007 la població de fet d'Éterpigny era de 179 persones. Hi havia 57 famílies de les quals 8 eren unipersonals (8 homes vivint sols), 16 parelles sense fills i 33 parelles amb fills.
La població ha evolucionat segons el següent gràfic:
Habitants censats

### Habitatges

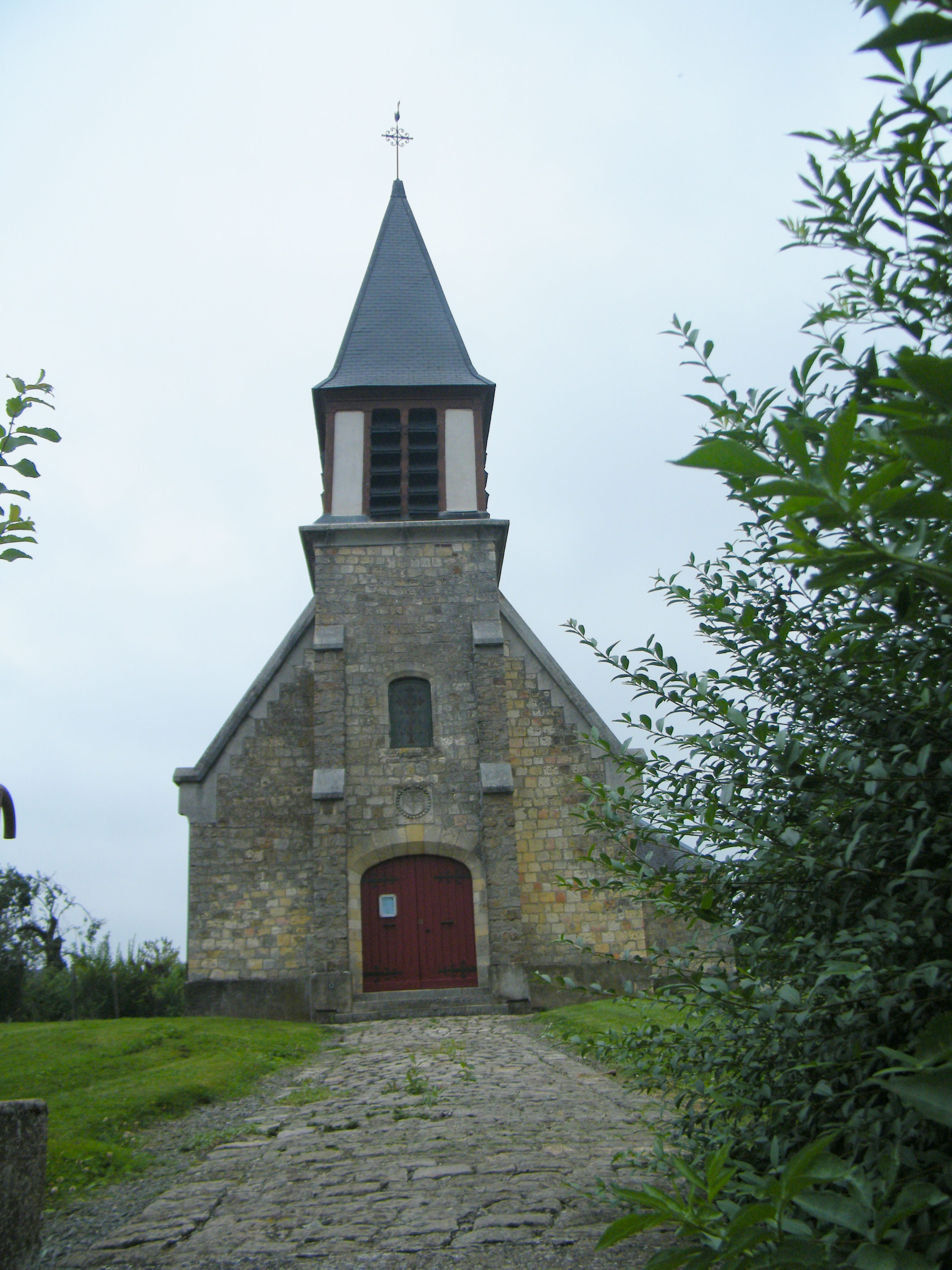

El 2007 hi havia 67 habitatges, 57 eren l'habitatge principal de la família, 3 eren segones residències i 7 estaven desocupats. Tots els 67 habitatges eren cases. Dels 57 habitatges principals, 45 estaven ocupats pels seus propietaris i 12 estaven llogats i ocupats pels llogaters; 1 tenia dues cambres, 2 en tenien tres, 15 en tenien quatre i 39 en tenien cinc o més. 43 habitatges disposaven pel capbaix d'una plaça de pàrquing. A 15 habitatges hi havia un automòbil i a 38 n'hi havia dos o més.

### Piràmide de població

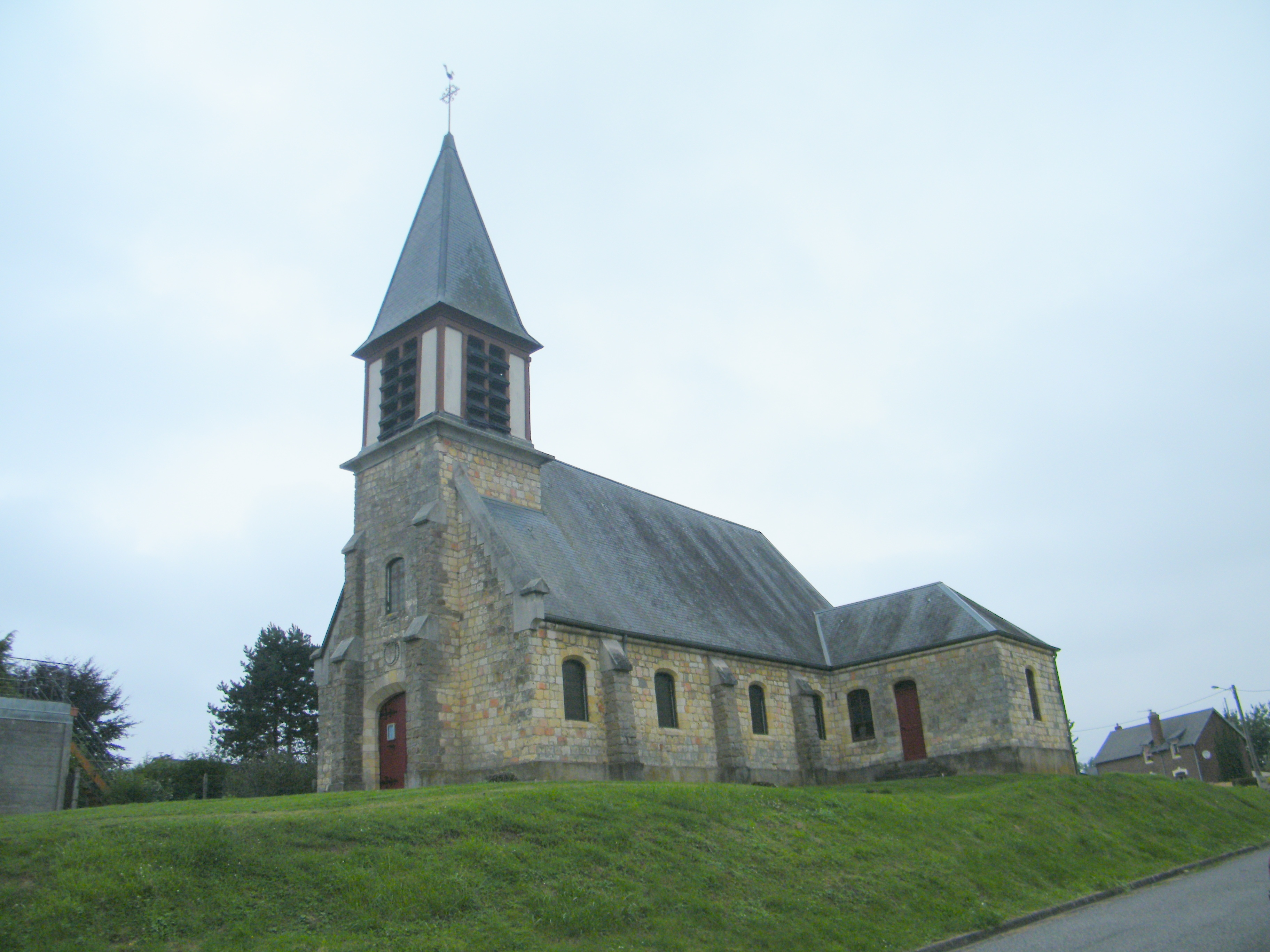

La piràmide de població per edats i sexe el 2009 era:
| Homes | Edats   | Dones |
| ----- | ------- | ----- |
| 0     | 95 o +  | 4     |
| 0     | 90 a 94 | 0     |
| 0     | 85 a 89 | 0     |
| 0     | 80 a 84 | 4     |
| 4     | 75 a 79 | 0     |
| 4     | 70 a 74 | 4     |
| 0     | 65 a 69 | 0     |
| 0     | 60 a 64 | 0     |
| 4     | 55 a 59 | 4     |
| 12    | 50 a 54 | 28    |
| 8     | 45 a 49 | 0     |
| 0     | 40 a 44 | 4     |
| 12    | 35 a 39 | 4     |
| 8     | 30 a 34 | 8     |
| 0     | 25 a 29 | 8     |
| 4     | 20 a 24 | 4     |
| 0     | 15 a 19 | 16    |
| 20    | 10 a 14 | 4     |
| 12    | 5 a 9   | 12    |
| 4     | 0 a 4   | 0     |

## Economia
El 2007 la població en edat de treballar era de 115 persones, 91 eren actives i 24 eren inactives. De les 91 persones actives 84 estaven ocupades (48 homes i 36 dones) i 7 estaven aturades (5 homes i 2 dones). De les 24 persones inactives 6 estaven jubilades, 9 estaven estudiant i 9 estaven classificades com a «altres inactius».

### Ingressos
El 2009 a Éterpigny hi havia 58 unitats fiscals que integraven 181 persones, la mediana anual d'ingressos fiscals per persona era de 16.758 €.

### Activitats econòmiques
Dels 2 establiments que hi havia el 2007, 1 era d'una empresa de serveis i 1 d'una entitat de l'administració pública.
L'any 2000 a Éterpigny hi havia 3 explotacions agrícoles.

## Poblacions més properes
El següent diagrama mostra les poblacions més properes.